# Lars von Trier

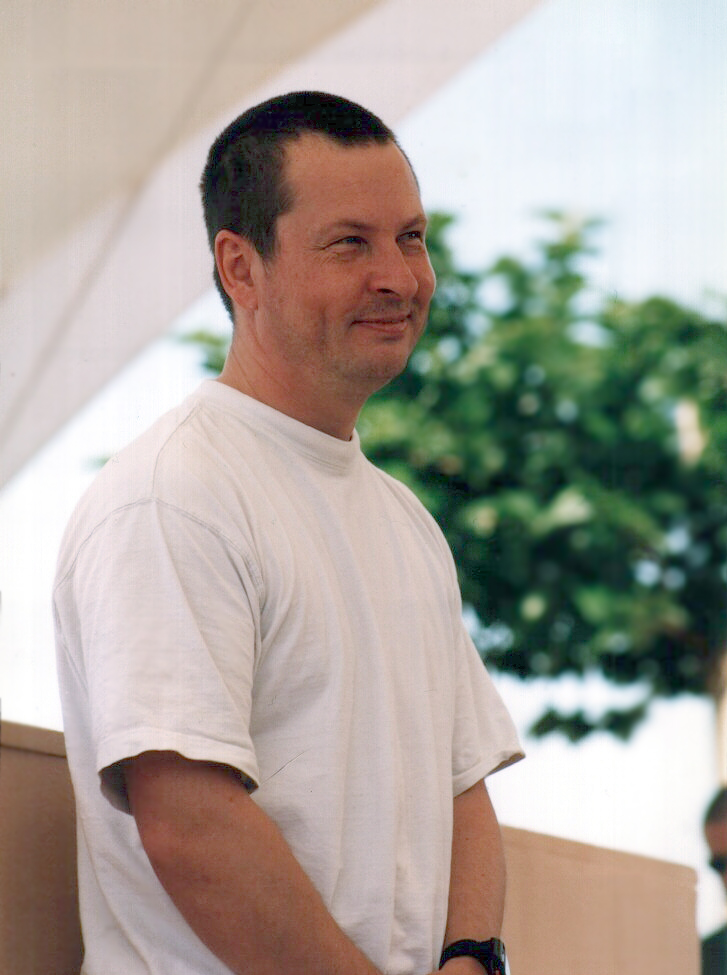
Lars von Trier tại Cannes năm 2000

Lars von Trier (sinh 30 tháng 4 năm 1956 tại Copenhagen) là một đạo diễn điện ảnh người Đan Mạch. Với phim Phá tan những con sóng (1996), ông đã đoạt Giải thưởng lớn (Liên hoan phim Cannes) tại Liên hoan phim Cannes cùng năm và giải César cho phim nước ngoài hay nhất. Năm 2000, phim Dancer in the Dark đoạt giải Cành cọ vàng (Palme d'or) tại Liên hoan phim Cannes và nữ diễn viên chính Björk đoạt giải vai nữ xuất sắc nhất.

## Tiểu sử và sự nghiệp
Lars von Trier được nuôi dạy trong một gia đình mà người mẹ theo chủ nghĩa cộng sản, người cha dượng theo đảng dân chủ xã hội, cả hai cha mẹ đều theo chủ nghĩa khỏa thân.. Lars nhận mình lớn lên trong 1 gia đình hầu như vô thần, mặc dù cha dượng theo Do Thái giáo. Trong gia đình, cha mẹ không muốn con cái dành nhiều thì giờ vào những vấn đề tình cảm, tôn giáo và vui chơi, nhưng cũng không đưa ra nguyên tắc nhất định nào cho con cái. Lars tìm thấy điện ảnh là lối thoát ra thế giới bên ngoài để có thể học được những điều khác lạ, ngoài những sự việc thường ngày trong gia đình. Lars bắt đầu làm phim điện ảnh của riêng mình từ năm 11 tuổi, khi nhận được món quà là 1 máy quay kim Super-8 (8mm), và cứ thế tiếp tục suốt những năm học trung học..
Năm 1979, Lars vào học Trường điện ảnh Đan Mạch.. Trong thời kỳ học ở trường điện ảnh, Lars đã làm các phim "Nocturne" (1980) và "Befrielsesbilleder" (Image of Liberation) (1982). Cả hai phim này cùng với phim "Den sidste detalje" (Chi tiết cuối cùng) (1981)đều đoạt giải phim hay nhất tại Liên hoan phim München
Tên lót "von" là do lời đùa cợt của giáo viên kiêm đạo diễn Gert Fredholm. Theo lời kể của người bạn cùng lớp Thomas Gislason trên đài truyền hình DR2 (Đan Mạch) ngày 12.6.2007 thì trong 1 cuộc tranh luận sôi nổi, vị giáo viên này đã gọi cậu học trò Lars là "von" để nêu đặc tính quý phái trong quan điểm điện ảnh của Lars. Khi làm phim tốt nghiệp, Lars đã đưa tên lót "von" chọc ghẹo đó vào tên mình. Sau này Lars kể rằng, mình đã nhận chữ "von" để tỏ lòng kính trọng ngôi sao phim câm người Áo Erich von Stroheim và đạo diễn người Mỹ gốc Áo Josef von Sternberg.
Lars tốt nghiệp năm 1983 và bắt đầu làm bộ 3 phim (trilogy) "Europe". Phần đầu là phim "Forbrydelsens Element" (The Element of Crime) (1984). Phim dài đầu tiên này đã đoạt giải Grand Prix kỹ thuật của Ủy ban kỹ thuật cấp cao Liên hoan phim Cannes. Tiếp theo là phim Epidemic (1987), phim truyền hình Medea (1988). Năm 1990 Lars đạo diễn băng video nhạc Bakerman cho ban nhạc Laid Back (Đan Mạch), băng nhạc này được khắp thế giới ưa chuộng (năm 2006 được disc jockey Shaun Baker làm lại bằng tiếng Anh). Năm 1991 Lars làm phim Europa, hoàn tất phần 3 bộ phim 3 tập Europe.
Năm 1992, cùng với Peter Aalbæk Jensen, Lars lập hãng phim Zentropa, hãng phim lớn thứ hai Đan Mạch.
Năm 1995, người mẹ tiết lộ trên giường bệnh là người mà Lars tưởng là cha ruột, không phải là cha thật, mà là người khác. Sau cuộc gặp người cha thật 1 lần, người này từ chối không tiếp xúc thêm nữa.. Sự phát hiện này khiến Lars muốn xóa bỏ liên hệ với cha dượng bằng cách cải sang đạo Công giáo và làm lại phim theo phong cách trung thực.. Cùng năm Lars đã cùng với Thomas Vinterberg, Kristian Levring và Søren Kragh-Jacobsen đề xướng phong trào làm phim Dogme95 (gồm 10 nguyên tắc làm phim trong sáng, giản dị, không hoặc ít lắp ráp, thâu âm trực tiếp, máy quay phim đặt trên vai vv...)
Năm 1996 Lars làm phim Phá tan những cơn sóng, phim này đoạt Giải thưởng lớn (Liên hoan phim Cannes) và năm 1997 đoạt giải César cho phim nước ngoài hay nhất. Năm 2000 Lars làm phim Khiêu vũ giữa màn đêm, phim này đoạt giải Cành cọ vàng của Liên hoan phim Cannes, nữ diễn viên Björk đóng vai chính, đoạt giải nữ diễn viên chính xuất sắc nhất.
Nói chung Lars von Trier chịu ảnh hưởng phong cách của 2 nhà đạo diễn Bắc Âu: Carl Theodor Dreyer (Đan Mạch) và Ingmar Bergman (Thụy Điển)

## Các phim dài
- 1970: Tại sao lại trốn điều mà anh biết là anh không thể trốn khỏi
- 1984: The Element of Crime (phần một trong bộ 3 phim Europe)
- 1987: Epidemic (phần 2 của bộ 3 phim Europe)
- 1991: Europa (phần chót của bộ 3 phim Europe)
- 1996: Phá tan những con sóng (phần 1 của bộ 3 phim Trái tim vàng)
- 1998: Bọn ngốc (phần 2 của bộ 3 phim Trái tim vàng)
- 2000: Khiêu vũ giữa màn đêm (phần 3 của bộ 3 phim Trái tim vàng)
- 2003: De fem benspænd (Năm vật cản)
- 2003: Dogville (phần 1 của bộ 3 phim Hoa Kỳ: Vùng đất cơ hội)
- 2005: Manderlay (phần 2 của bộ 3 phim Hoa Kỳ)
- 2006: Direktøren for det hele (Tên trùm sò của mọi việc)
- 2008: Antichrist (đã quay tại Đức)
- 2008: Washington (phần 3 của bộ 3 phim Hoa Kỳ)
- 2011: MelancholiaMelancholia đoạt "Giải Phim hay nhất" ở Giải Phim châu Âu 2011 ngày 3.12.2011 tại Berlin, Đức.
- 2018: Ngôi nhà mà Jack đã xây

## Các phim truyền hình
- 1988: Medea
- 1994: Riget (The Kingdom) (tên lóng của Rigshospitalet - Bệnh viện của Vương quốc)
- 1997: Riget II (loạt phim nhiều tập)
- 2000: D-dag (D-day)

## Các phim ngắn
- 1977: Orchidégartneren (The Orchid Gardener)
- 1979: Menthe - La bienheureuse
- 1980: Nocturne
- 1981: Den sidste detalje (Chi tiết cuối cùng)
- 1982: Chacun son cinéma (To each his own Cinema)